# Atletica leggera alla XXIV Universiade
Le gare di atletica leggera alla XXII Universiade si sono svolte allo Stadio Thammasat presso Bangkok, in Thailandia, dal 9 al 14 agosto 2007.

## Risultati

### Uomini
| Specialità | Oro                                                                         | Prestazione | Argento                                                                        | Prestazione | Bronzo                                                                       | Prestazione |
| 100 metri | Simeon Williamson                                                           | 10"22       | Zhang Peimeng                                                                  | 10"30       | Neville Wright                                                               | 10"37       |
| 200 metri | Amr Seoud                                                                   | 20"74 PB    | Leigh Julius                                                                   | 20"96       | Tomoya Kamiyama                                                              | 20"97       |
| 400 metri | Sean Wroe                                                                   | 45"49       | Piotr Klimczak                                                                 | 46"06 SB    | Dmitrij Burjak                                                               | 46"22 SB    |
| 800 metri | Ehsan Mohajer Shojaei                                                       | 1'46"04     | Fabiano Peçanha                                                                | 1'46"11     | Livio Sciandra                                                               | 1'46"19     |
| 1 500 metri | Samir Khadar                                                                | 3'39"62     | Álvaro Rodríguez                                                               | 3'39"78     | Fabiano Peçanha                                                              | 3'40"98     |
| 5 000 metri | Halil Akkas                                                                 | 14'08"47    | Yuki Matsuoka                                                                  | 14'09"33    | Simon Ayeko                                                                  | 14'10"13    |
| 10 000 metri | Mohamed Fadil                                                               | 30'19"41 SB | Simon Ayeko                                                                    | 30'22"58    | Stephen Mokoka                                                               | 30'31"78    |
| Mezza maratona | Mohamed Fadil                                                               | 1'05'49 SB  | Najim El Gady                                                                  | 1'06'04     | Takashi Toyoda                                                               | 1'06'30     |
| 3000 metri siepi | Halil Akkas                                                                 | 8'20"83 CR  | Barnabas Kirui                                                                 | 8'22"67     | Ion Luchianov                                                                | 8'23"83     |
| 110 metri ostacoli | Serhij Demidjuk                                                             | 13"33 PB    | Ji Wei                                                                         | 13"57       | Anselmo Gomes da Silva                                                       | 13"58       |
| 400 metri ostacoli | Petrus Koekemoer                                                            | 49"06       | Kurt Couto                                                                     | 49"12 SB    | Javier Culson                                                                | 49"35       |
| 4×100 metri | Pirom Autas, Wachara Sondee, Sompote Suwannarangsri, Sittichai Suwonprateep | 39"15       | Johannes Dreyer, Leigh Julius, Hendrik Kotze, Snyman Prinsloo Petrus Koekemoer | 39"20       | Wang Xiaoxu, Zhang Peimeng, Du Bing, Yin Hualong                             | 39"30       |
| 4×400 metri | Witold Bańka, Piotr Klimczak, Piotr Kędzia, Daniel Dąbrowski                | 3'02"05     | Dylan Grant, Mark Ormrod, Joel Milburn, Sean Wroe                              | 3'02"76     | Maksim Aleksandrenko, Valentin Krugljakov, Vladimir Antmanis, Dmitrij Burjak | 3'05"04     |
| Marcia 20 km | Chu Yafei                                                                   | 1'24'37     | Park Chil-Sung                                                                 | 1'24'42     | Koichiro Morioka                                                             | 1'25'10     |
| Salto in alto | Aleksandr Šustov                                                            | 2,31        | Kyriacos Ioannou                                                               | 2,26        | Oleksandr Nartov                                                             | 2,26        |
| Salto con l'asta | Alexander Straub                                                            | 5,60        | Leonid Kivalov                                                                 | 5,60        | Dmitrij Starodubcev                                                          | 5,50        |
| Salto in lungo | Robert Crowther                                                             | 8,02 PB     | Chao Chih-chien                                                                | 7,95 PB     | Roman Novotný                                                                | 7,88        |
| Salto triplo | Kim Deok-Hyeon                                                              | 17,02 SB    | Viktor Kuznjecov                                                               | 16,94 SB    | Wu Bo                                                                        | 16,64       |
| Getto del peso | Maksim Sidorov                                                              | 20,01       | Maris Urtans                                                                   | 19,38       | Chang Ming-huang                                                             | 19,36       |
| Lancio del disco | Gerhard Mayer                                                               | 61,55       | Omar Ahmed El Ghazaly                                                          | 60,89       | Märt Israel                                                                  | 60,32       |
| Lancio del martello | Aljaksandr Vaščyla                                                          | 76,94       | Aljaksandr Kazul'ka                                                            | 74,52       | Igor' Viničenko                                                              | 73,94       |
| Lancio del giavellotto | Vadims Vasilevskis                                                          | 83,92 SB    | Igor Janik                                                                     | 82,28 SB    | Ainars Kovals                                                                | 82,23       |
| Decathlon | Jacob Minah                                                                 | 8099 PB     | Hans van Alphen                                                                | 8047 PB     | Carlos Chinin                                                                | 7920        |
| record mondiale; record mondiale stagionale; record africano; record asiatico; record europeo; record nord-centroamericano e caraibico; record sudamericano; record oceaniano; record delle Universiadi; record nazionale; record personale; record personale stagionale. |                                                                             |             |                                                                                |             |                                                                              |             |

### Donne
| Specialità | Oro                                                                    | Prestazione    | Argento                                                                   | Prestazione | Bronzo                                                             | Prestazione |
| 100 metri | Johanna Manninen                                                       | 11"46          | Olena Čebanu                                                              | 11"56       | Audra Dagelytė                                                     | 11"65       |
| 200 metri | Iryna Štangjejeva                                                      | 22"95          | Kadi-Ann Thomas                                                           | 23"28 PB    | Hanna Mariën                                                       | 23"48       |
| 400 metri | Olga Tereshkova                                                        | 51"62 PB       | Danijela Grgic                                                            | 51"88 SB    | Ksenija Zadorina                                                   | 51"89       |
| 800 metri | Julija Krevsun                                                         | 1'57"63 WL, PB | Ekaterina Kosteckaja                                                      | 1'59"52     | Charlotte Best                                                     | 2'01"50 PB  |
| 1 500 metri | Olesja Čumakova                                                        | 4'09"32        | Tetjana Holovčenko                                                        | 4'10"46     | Sylwia Ejdys                                                       | 4'11"51     |
| 5 000 metri | Jessica Augusto                                                        | 15'28"78 CR    | Tetjana Holovčenko                                                        | 15'40"56    | Elizaveta Grečišnikova                                             | 15'50"58    |
| 10 000 metri | Ksenija Agafonova                                                      | 32'20"94       | Ryoko Kizaki                                                              | 32'55"11 PB | Jo Pun-Hui                                                         | 33'20"55    |
| Mezza maratona | Kim Kum-Ok                                                             | 1'12'31        | Kei Terada                                                                | 1'12'37     | Jong Yong-Ok                                                       | 1'13'56     |
| 3 000 metri siepi | Dobrinka Šalamanova                                                    | 9'45"04        | Valentyna Gorpynyč                                                        | 9'45"55     | Türkan Erismis                                                     | 9'46"12 PB  |
| 100 metri ostacoli | Jaŭhenija Valadzko                                                     | 13"03 PB       | Nevin Yanit                                                               | 13"07       | Jevhenija Snihur                                                   | 13"08       |
| 400 metri ostacoli | Tatyana Azarova                                                        | 55"52          | Anastasija Rabčenjuk                                                      | 55"98       | Jonna Tilgner                                                      | 56"27 SB    |
| 4×100 metri | Heidi Hannula, Sari Keskitalo, Ilona Ranta, Johanna Manninen           | 43"48          | Sangwan Jaksunin, Orranut Klomdee, Jutamass Tawoncharoen, Nongnuch Sanrat | 43"92 SB    | Olena Čebanu, Halyna Tonkovyd, Iryna Shtangyeyeva, Iryna Shepetyuk | 43"99       |
| 4×400 metri | Natalija Pyhyda, Antonina Jefremova, Ol'ha Zavhorodnja, Oksana Ščerbak | 3'29"59        | Ol'ga Šulikova, Elena Vojnova, Anastasija Kočetove, Ksenija Zadorina      | 3'30"49     | Kelly Massey, Laura Finucane, Kadi-Ann Thomas, Faye Harding        | 3'33"70     |
| Marcia 20 km | Jiang Qiuyan                                                           | 1'35'22        | Lidia Mongelli                                                            | 1'37'23     | Snjažana Jurčanka                                                  | 1'37'26     |
| Salto in alto | Marina Aitova                                                          | 1,92           | Ariane Friedrich                                                          | 1,90        | Anna Ustinova                                                      | 1,90        |
| Salto con l'asta | Aleksandra Kirjašova                                                   | 4,40           | Kristina Gadschiew                                                        | 4,40        | Nicole Büchler                                                     | 4,35 PB     |
| Salto in lungo | Olga Rypakova                                                          | 6,85 SB        | Elena Sokolova                                                            | 6,61        | Styliani Pilatou                                                   | 6,52        |
| Salto triplo | Ol'ha Saladucha                                                        | 14,79 PB       | Dana Veldáková                                                            | 14,41 PB    | Yarianna Martínez                                                  | 14,25       |
| Getto del peso | Irina Tarasova                                                         | 17,46          | Julija Leancjuk                                                           | 17,20       | Magdalena Sobieszek                                                | 16,88       |
| Lancio del disco | Yarelis Barrios                                                        | 61,36          | Dani Samuels                                                              | 60,47 SB    | Dragana Tomaševic                                                  | 56,82       |
| Lancio del martello | Dar"ja Pčėl'nik                                                        | 68,74          | Eileen O'Keeffe                                                           | 68,46       | Lenka Ledvinová                                                    | 66,41       |
| Lancio del giavellotto | Buoban Pamang                                                          | 61,40 NR       | Monica Stoian                                                             | 61,19 PB    | Urszula Jasińska                                                   | 60,63       |
| Eptathlon | Viktorija Žemaitytė                                                    | 5971           | Sara Aerts                                                                | 5904        | Hanna Mel'nyčenko                                                  | 5852        |
| record mondiale; record mondiale stagionale; record africano; record asiatico; record europeo; record nord-centroamericano e caraibico; record sudamericano; record oceaniano; record delle Universiadi; record nazionale; record personale; record personale stagionale. |                                                                        |                |                                                                           |             |                                                                    |             |

## Medagliere
| #      | Nazione        | Oro | Argento | Bronzo | Totale |
| ------ | -------------- | --- | ------- | ------ | ------ |
| 1      | Russia         | 6   | 4       | 7      | 17     |
| 2      | Ucraina        | 5   | 6       | 4      | 15     |
| 3      | Kazakistan     | 4   | 0       | 1      | 5      |
| 4      | Bielorussia    | 3   | 2       | 0      | 5      |
| 5      | Cina           | 2   | 2       | 2      | 6      |
| 6      | Germania       | 2   | 2       | 1      | 5      |
| 7      | Australia      | 2   | 2       | 0      | 4      |
| 8      | Turchia        | 2   | 1       | 1      | 4      |
| 9      | Marocco        | 2   | 1       | 0      | 3      |
| 9      | Thailandia     | 2   | 1       | 0      | 3      |
| 11     | Finlandia      | 2   | 0       | 0      | 2      |
| 12     | Polonia        | 1   | 2       | 3      | 6      |
| 13     | Sudafrica      | 1   | 2       | 1      | 4      |
| 14     | Regno Unito    | 1   | 1       | 2      | 4      |
| 15     | Lettonia       | 1   | 1       | 1      | 3      |
| 16     | Egitto         | 1   | 1       | 0      | 2      |
| 16     | Corea del Sud  | 1   | 1       | 0      | 2      |
| 18     | Corea del Nord | 1   | 0       | 2      | 3      |
| 19     | Cuba           | 1   | 0       | 1      | 2      |
| 19     | Lituania       | 1   | 0       | 1      | 2      |
| 21     | Algeria        | 1   | 0       | 0      | 1      |
| 21     | Austria        | 1   | 0       | 0      | 1      |
| 21     | Bulgaria       | 1   | 0       | 0      | 1      |
| 21     | Iran           | 1   | 0       | 0      | 1      |
| 21     | Portogallo     | 1   | 0       | 0      | 1      |
| 26     | Giappone       | 0   | 3       | 3      | 6      |
| 27     | Belgio         | 0   | 2       | 1      | 3      |
| 28     | Brasile        | 0   | 1       | 3      | 4      |
| 29     | Italia         | 0   | 1       | 1      | 2      |
| 29     | Taipei cinese  | 0   | 1       | 1      | 2      |
| 29     | Uganda         | 0   | 1       | 1      | 2      |
| 32     | Croazia        | 0   | 1       | 0      | 1      |
| 32     | Cipro          | 0   | 1       | 0      | 1      |
| 32     | Irlanda        | 0   | 1       | 0      | 1      |
| 32     | Kenya          | 0   | 1       | 0      | 1      |
| 32     | Mozambico      | 0   | 1       | 0      | 1      |
| 32     | Romania        | 0   | 1       | 0      | 1      |
| 32     | Slovacchia     | 0   | 1       | 0      | 1      |
| 32     | Spagna         | 0   | 1       | 0      | 1      |
| 40     | Rep. Ceca      | 0   | 0       | 2      | 2      |
| 41     | Canada         | 0   | 0       | 1      | 1      |
| 41     | Estonia        | 0   | 0       | 1      | 1      |
| 41     | Grecia         | 0   | 0       | 1      | 1      |
| 41     | Moldavia       | 0   | 0       | 1      | 1      |
| 41     | Porto Rico     | 0   | 0       | 1      | 1      |
| 41     | Serbia         | 0   | 0       | 1      | 1      |
| 41     | Svizzera       | 0   | 0       | 1      | 1      |
| Totale | Totale         | 46  | 46      | 46     | 138    |